# Будрино (Вологодская область)
Будрино — деревня в Великоустюгском районе Вологодской области.
Входит в состав Юдинского сельского поселения, с точки зрения административно-территориального деления — в Юдинский сельсовет.
Расстояние по автодороге до районного центра Великого Устюга — 13 км, до центра муниципального образования Юдино — 14 км. Ближайшие населённые пункты — Горка, Кульнево, Савино.
По переписи 2002 года население — 74 человека (40 мужчин, 34 женщины). Преобладающая национальность — русские (99 %).